# Samuel Klingenstierna

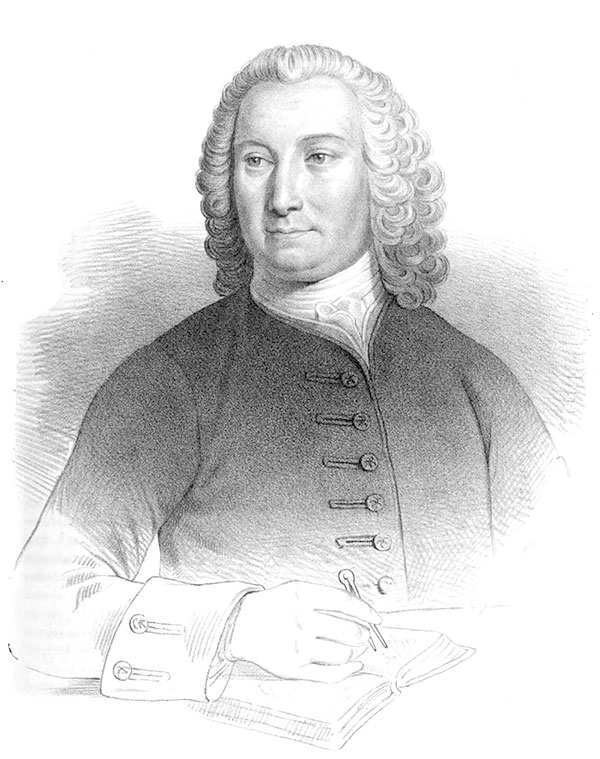
Samuel Klingenstierna

Samuel Klingenstierna (* 18. August 1698 in Linköping; † 1765) war ein schwedischer Physiker und Mathematiker.

## Leben
Klingenstierna studierte zunächst Jura in Uppsala und wurde Sekretär im schwedischen Schatzamt, erhielt aber die Erlaubnis seine philosophischen und naturwissenschaftlichen Studien an der Universität Uppsala fortzusetzen. 1727 unternahm er mit Hilfe eines Stipendiums eine Europareise unter anderem nach Marburg zu Christian Wolff und nach Basel zu Johann I Bernoulli. Er wurde nach der Rückkehr 1728 Professor für Mathematik in Uppsala und ab 1750 Professor für Physik. Dreimal (1737, 1742 und 1749) amtierte er als Rektor der Universität. Von 1756 bis 1764 war er Lehrer des schwedischen Kronprinzen. 1730 wurde er Fellow der Royal Society. 1744 wurde er als korrespondierendes Mitglied in die Académie des sciences in Paris aufgenommen.

## Leistungen
Er bewies als Erster die Fehlerhaftigkeit einiger von Newtons Ansichten über Lichtbrechung und konstruierte Linsen, die für chromatische Linsenfehler und sphärische Aberration korrigiert waren. Seine Schriften regten in England den Optiker John Dollond zu ähnlichen Untersuchungen an, die dort zu den ersten achromatischen Linsen führten (1758).
In der Mathematik befasste sich Klingenstierna nicht zuletzt mit der Kreiszahl und fand hier die nach ihm benannte arctan-Formel.